# Tolé
Tolé è un comune (corregimiento) della Repubblica di Panama situato nel distretto di Tolé, provincia di Chiriquí, di cui è capoluogo. Si estende su una superficie di 76,9 km² e conta una popolazione di 3.240 abitanti (censimento 2010).